# Rościsław Oniszczyk
Rościsław Oniszczyk (ur. 15 marca 1913 w Ostrołęce, zm. 7 października 1991  w Opolu) – polski matematyk, nauczyciel akademicki związany z Wyższą Szkołą Pedagogiczną w Opolu; inicjator, organizator oraz pierwszy rektor Wyższej Szkoły Inżynierskiej w Opolu.

## Życiorys

### Młodość
Urodził się w 1913 roku w Ostrołęce w rodzinie robotniczej. Szkołę średnią ukończył w Brześciu nad Bugiem. Następnie po uzyskaniu świadectwa dojrzałości rozpoczął studia matematyczne na Uniwersytecie Warszawskim, które musiał przerwać ze względu na wybuch II wojny światowej. Następnie pracował jako nauczyciel w niepełnej szkole średniej w Tomaszowie Lubelskim. Chcąc uniknąć represji ze strony niemieckiego okupanta, podjął pracę jako robotnik w tomaszowskiej mleczarni (do 1944 roku). Przez kolejne trzy lata uczył w szkole średniej we Włodawie, wracając na studia na Uniwersytet Warszawski, które ukończył magisterium w 1947 roku.

### Pobyt na Dolnym Śląsku i Opolszczyźnie
Niedługo potem wstąpił do Polskiej Partii Robotniczej i przeniósł się na Dolny Śląsk. Pracował przez rok w jaworskiej szkole średniej, a w 1948 roku przeprowadził się do Wrocławia, gdzie początkowo był nauczycielem w szkole średniej, a później do 1954 roku, wykładowcą w Wyższej Szkole Pedagogicznej, która powstawała na bazie Instytutu Pedagogicznego ZNP.
Po przeniesieniu uczelni do Opola w 1954 roku, osiedlił się na stałe w tym mieście. W latach 1954–1961 pełnił na Wyższej Szkole Pedagogicznej funkcję dziekana Wydziału Matematyczno-Informatycznego. W tym czasie uzyskał stopień naukowy doktora oraz stanowisko docenta. Został zapamiętany przez swoich współpracowników jako doskonały organizator życia uczelnianego, organizując od podstaw struktury pierwszej opolskiej uczelni.

### Organizacja WSI w Opolu
W 1959 roku na prośbę opolskiego oddziału Naczelne Organizacji Technicznej zajął się organizacją w Opolu Punktu Konsultacyjnego Politechniki Śląskiej, prowadzącego inżynierskie studia wieczorowe, zostając jego kierownikiem. Rozpoczął tym samym żmudną pracę organizacyjną, polegającą na pozyskiwaniu wykładowców z politechnik: Śląskiej i Wrocławskiej i z opolskiej WSP, a także pozyskiwania lokali do prowadzenia zajęć oraz tworzenia laboratoriów, jak również niezbędnych na ten cel środków finansowych. Wysiłek ten zaowocował rozpoczęciem w październiku 1959 roku zajęć dydaktycznych na kierunku mechanika i elektrotechnika. Pierwsi studenci Punktu Konsultacyjnego otrzymali dyplomy inżynierskie w 1964 roku.
Punkt Konsultacyjny miał stanowić tylko podstawę do utworzenia w Opolu samodzielnej uczelni technicznej. W 1964 roku władze województwa opolskiego, przedstawiciele NOT i Rościsław Oniszczyk zabiegali u ministra szkolnictwa wyższego, Henryka Golańskiego o zezwolenie na przekształcenie punktu konsultacyjnego w samodzielny ośrodek, co zakończyło się fiaskiem. W związku z tym Rościsław Oniszczyk podjął decyzję o dalszej rozbudowie bazy lokalowej oraz laboratoryjnej jak i utworzeniu biblioteki, co zaowocowała wydaniem pozytywnej zgody ministerstwa i powołaniem do życia 1 czerwca 1966 roku Wyższej Szkoły Inżynierskiej w Opolu, na której pierwszego rektora wybrano właśnie Oniszczyka, którą sprawował nieprzerwanie przez trzy kadencje, do 1975 roku. W czasie jego rządów WSI uzyskała prawa nadawania tytułu zawodowego magistra inżyniera na wszystkich trzech wydziałów: Budownictwa, Elektrycznego oraz Mechanicznego. Po odejściu z funkcji rektora 1 września 1975 roku, objął stanowisko dyrektora Instytutu Matematyki, Fizyki i Chemii, którą sprawował do przejścia na emeryturę we wrześniu 1982 roku. 

## Odznaczenia
- Krzyż Kawalerski Orderu Odrodzenia Polski
- Order Sztandaru Pracy II klasy
- Medal Komisji Edukacji Narodowej
- Odznaka tytułu honorowego „Zasłużony Nauczyciel Polskiej Rzeczypospolitej Ludowej”[5]
- Srebrny Krzyż Zasługi (1955)[6]